# Ricanoptera mackenziei
Ricanoptera mackenziei är en insektsart som beskrevs av William Lucas Distant 1916. Ricanoptera mackenziei ingår i släktet Ricanoptera och familjen Ricaniidae. Inga underarter finns listade i Catalogue of Life.